# Gaza mon amour
Gaza mon amour és una pel·lícula dramàtica del 2020 dirigida per Tarzan Nasser i Arab Nasser. És una coproducció entre Palestina, França, Alemanya, Portugal, Jordània i Qatar, rodada a Jordània i Portugal.
L'obra es va estrenar al Festival de Cinema de Venècia del 2020; posteriorment es va projectar al Festival Internacional de Cinema de Toronto 2020, on va guanyar el premi NETPAC a la millor pel·lícula asiàtica del festival, i va ser seleccionada com a entrada palestina per a la millor pel·lícula internacional a la 93a edició dels Oscars, però finalment no va ser nominada. S'ha doblat i subtitulat al català.

## Argument
Issa és pescador a Gaza; té 60 anys i està content amb la seva vida tot i que, en contra de la convenció i dels desitjos de la seva família, viu sol. Fins que un dia coneix Shiham, que és vídua i treballa com a modista al mercat amb la seva filla Leila, i se n'enamora. Issa no troba el coratge per declarar-li a Siham el seu amor, però quan decideix demanar-li que es casi amb ell troba una escultura fàl·lica del déu grec Apol·lo a la seva xarxa de pesca i creu que és senyal que estan destinats a estar junts. El pescador, que no sap què fer amb un tresor així, amaga la figura a casa seva convençut que aquest descobriment canviarà la seva vida per sempre, de manera que guanya confiança en ell mateix i comença a cortejar Siham. Quan les autoritats palestines s'assabenten de l'existència d'aquest tresor, Issa comença a tenir problemes.

## Repartiment
- Salim Daw com a Issa
- Hiam Abbass com a Siham
- Maisa Abd Elhadi com a Leila, filla de Siham
- Manal Awad com a Manal
- George Iskandar com a Samir
- Nabil Kawni com a Walid
- Hitham Omari com a Ali
- Hamada Attalah com a Goldsmith